# Helena ze Sinop
Svatá Helena ze Sinop († 18. století, Sinop) byla maloasijská křesťanka, panna a mučednice.

## Život
Narodila se ve městě Sinop, nejstarším městě Pontu v dnešním Turecku.
Byla vychovávána v křesťanské víře. Podle dochovaných vyprávění byla velmi krásná.
Když jí bylo 15 let, jednoho dne ji matka poslala koupit nitě. Na cestě do obchodu stal dům Ukuzoglu Paši, který byl guvernérem Sinop. Když z okna zahlédl Helenu, byl překvapený její krásou a nechal ji přivézt do jeho domu. Snažil se ji znásilnit, avšak nepodařilo se mu to. Paša neztrácel naději a uvěznil Helenu ve svém domě. Heleně se později podařilo utéct a vrátit se k rodičům.
Paša svolal radu a požadoval přivézt Helenu zpět, jinak by započalo vyvražďování Řeků ve městě. Rada zavolala otce Heleny a snažili se ho přesvědčit, aby vydal svou dceru. Zpočátku odmítal, ale kvůli ostatním Řekům sám Helenu přivedl. Paša se rozhodl Helenu znovu znásilnit, což se mu opět nepodařilo. Helena byla vězněna ve vlhkém vězení. Po dalším pokusu o znásilnění nechal Helenu mučit a zabít. Její tělo bylo uloženo do pytle a vhozeno do moře. Tělo bylo poté nalezeno a pohřbeno.